# Muhammad Nadžíb
Muhammad Nadžíb, arabsky جمحمد نجيب‎, v egyptské výslovnosti Nagíb (20. února 1901 Chartúm – 28. srpna 1984 Káhira), byl prvním egyptským prezidentem, kterým se stal po vyhlášení republiky 18. června 1953 a ve funkci setrval do 14. listopadu 1954. Společně s Gamálem Násirem byl hlavním vůdcem egyptské revoluce v roce 1952, která měla za následek ukončení vlády dynastie Muhammada Alího v Egyptě a Súdánu.

## Mládí
Muhammad Nadžíb (celým jménem Muhammad Nadžíb Yousef Qotp Elkashlan) se narodil v súdánském Chartúmu. V té době byl Súdán spojený s Egyptem. Muhammad byl nejstarším z devíti dětí Egypťana Youssefa Nadžíba a súdánské matky Zohry Ahmed Othman. Muhammad pocházel z vojenské rodiny, neboť jeho otec byl vojenským důstojníkem sloužícím v egyptské armádě v Súdánu. Tento fakt poznamenal i jeho dětství. Společně se svým mladším bratrem Alim si často hrávali na vojáky. Před svým domem si vybudovali pevnost s vojáčky a malý Muhammad s nimi trávil spousty času.
Přesto všechno nechtěl Nadžíbův otec, aby ho syn následoval a vstoupil do armády. Věřil, že může sloužit Egyptu lépe v civilním sektoru než jako voják ve službách Británie. Následně začal Muhammad studovat na překladatele. Později získal vysokoškolské vzdělání v oborech politologie a občanských práv. Přesto nikdy nezískal doktorát, neboť navzdory přání svého otce vstoupil do armády. I nadále však zdokonaloval své jazykové schopnosti, které získal během studií jako překladatel. Nadžíb hovořil anglicky, francouzsky, italsky a německy. V padesátých letech se navíc začal učit hebrejštinu, kterou později zavedl jako povinnou na vojenských školách v Káhiře a Alexandrii. Důvodem bylo, že během arabsko-izraelské války v roce 1948 měla egyptská armáda velmi málo vojáků, kteří mohli porozumět izraelské komunikaci.
Během studií v Chartúmu byl Nadžíb za kritizování britské okupace Egypta a Súdánu častokrát trestaný a někdy i dokonce bičovaný svými britskými učiteli. Jeho vzorem se stal Napoleon a stejně jako on spával na podlaze místo v posteli. Později vzhlížel k Mustafu Kamelovi, zakladateli Národní strany, a egyptskému revolucionáři a premiérovi Saadu Zaghlulovi. Ve stáří obdivoval indického duchovního vůdce Gándhího. Poté, co jeho otec v roce 1916 zemřel, se rodina přestěhovala do Káhiry. Nadžíb se svým bratrem Alim ještě zůstali v Súdánu, kde dokončili svá studia.

## Vojenská kariéra
Nadžíb začínal svoji vojenskou kariéru u káhirské stráže, ve které sloužil do roku 1924. V roce 1927 se oženil, započal svá další studia, avšak i nadále pokračoval v armádě. V roce 1931 byl rozhodnut armádu opustit, avšak díky povýšení své rozhodnutí změnil a pokračoval ve své vojenské kariéře. Během roku 1934 se znovu oženil a následně byl převelen k pobřežní stráži, která měla na starost pronásledování pašeráků na Sinajském poloostrově. Rovněž pomáhali místním beduínům, kterým poskytovali i lékařskou pomoc. V roce 1940 byl znovu povýšen a při té příležitosti znovu ukázal svůj postoj k politickým poměrům v Egyptě. Přes poměrně dobré vztahy, které mezi ním a králem Farúkem panovaly, mu odmítl políbit ruku. Nadžíb mu nabídl pouze podání ruky.
Další iluze o Farúkově vládě ztratil Nadžíb v roce 1942, kdy král ustoupil Britům a dovolil jim, vybrat si premiéra podle svého uvážení. Na protest poslal Nadžíb Farúkovi svoji rezignaci, ve které uvedl: "Jelikož nebyla armáda povolána bránit Vaše veličenstvo, stydím se nosit tuto uniformu a žádám vás tímto o povolení k rezignaci." Farúk však jeho rezignaci nepřijal. Neúspěšně se pokoušel rezignovat i v roce 1951. Navzdory všemu pokračoval Muhammad v kariérním postupu. V roce 1948 se účastnil Palestinské války. Během této války se Nadžíb každé ráno věnoval třicetiminutovému čtení koránu, což byl jeho zvyk z dětství, kterým posilňoval své odhodlání během špatných časů.

## Hnutí svobodných důstojníků
V roce 1949 se Nadžíb tajně připojil k hnutí svobodných důstojníků a o rok později byl povýšen do funkce generálmajora. Nadžíb byl obecně považován za jednoho z mála egyptských hrdinů Palestinské války a těšil se tak velkému respektu v celé zemi. Hnutí svobodných důstojníků, vedené plukovníkem Gamálem Násirem, byl spolek mladých členů armády - všem bylo pod pětatřicet a pocházeli z nižší či střední vrstvy. Násirovým cílem bylo svržení krále Farúka a ukončení britské nadvlády nad Egyptem a Súdánem. Vědom toho, že důstojníci tak mladého věku by nebyli bráni vážně, nabídl místo vůdce hnutí právě Nadžíbovi. I když tento krok vedl k úspěšnému posilnění celé organizace, později však také přinesl i velké neshody mezi Násirem a Nadžíbem. I přes nesouhlas svých kolegů zůstal Muhammad i nadále v armádě. Důvodem tohoto rozhodnutí byl fakt, aby hnutí neztratilo svého nejvyššího důstojníka a nejvlivnějšího člena, kterým Nadžíb byl. Dnes se mnozí domnívají, že Nadžíb byl pouze loutkou v popředí celé organizace.
6. ledna 1952 vyhrál Nadžíb volby v armádním důstojnickém klubu. Tento krok byl téměř revoluční, neboť královi přívrženci seděli v klubu na předních místech. Nadžíbova reputace stále rostla. Když se Egypt ocitl v chaosu následovaným káhirským požárem, který vypukl 26. ledna 1952, začal Farúk uvažovat o odstranění Nadžíba z jeho pozice. Mezitím se zaměřil na hnutí svobodných důstojníků. Vyšetřování odhalilo v armádě mnoho disidentů. Výkonný výbor důstojnického klubu byl rozpuštěn a Svobodní důstojníci přinesli plán pro revoluci, která měla začít v červenci 1952. Před jejím vypuknutím se do věci vložila americká CIA, která hodlala hájit zájmy USA v zemi a Nadžíba podpořila (Projekt FF).

## Revoluce
23. července 1952 začalo hnutí svobodných důstojníků egyptskou revoluci, jež měla za cíl sesadil krále Farúka. Nadžíb byl nejprve jmenován vrchním velitelem armády a v září egyptským premiérem. Násir byl dosazen do funkce ministra vnitra. Den po začátku revoluce se Nadžíb sešel s bývalým premiérem Ali Maherem, aby ho požádal o sestavení vlády a sdělil požadavky revolucionářů králi Farúkovi, který se v té době nacházel v Alexandrii. Následující den 25. července se Nadžíb společně s radou vydal do Alexandrie, aby dohlédl na odchod krále. Členové rady však neměli jednotný názor na to, jaký by měl být Farúkův osud. Jedni ho chtěli postavit před soud, druzí zase donutit abdikovat a poslat do exilu. Nadžíb a Násir podporovali druhou možnost a po hlasování bylo rozhodnuto, že Farúk abdikuje ve prospěch svého syna Ahmeda Fuada a odejde do exilu.
26. července 1952 se přijel Nadžíb rozloučit s již bývalým králem, avšak dorazil pozdě a tak musel Farúka dohnat lodí. Na palubě královské jachty El-Mahrousa připomněl Nadžíb Farúkovi, že byl loajální monarchii až do onoho roku 1942, ovšem poté se věci změnily. Nadžíb řekl: "Pane, byli jsme nuceni udělat to, co jsme udělali", na což Farúk odpověděl: "Ano, já vím. Tvůj úkol je složitý. Jak víš, vládnout Egyptu není snadný úkol." Nadžíb později řekl, že necítil radost z jeho porážky.
Jeho nástupce Fuad II., kterému bylo v době jmenování pouhého půl roku, byl zvolen proto, aby Británie neměla důvod k intervenci. Tento fakt také umožnil revolucionářům tvrdit, že jim šlo o sesazení zkorumpované vlády Farúka I., ne o monarchii samotnou. Nicméně po upevnění své moci uskutečnili své dlouhodobé plány na zrušení monarchie a aristokracie. Vláda Ali Mahera rezignovala 17. září 1952 a Nadžíb se stal novým premiérem. 18. června 1953, téměř přesně jedenáct měsíců od začátku revoluce, prohlásil Nadžíb konec egyptsko-súdánské monarchie a založil Egyptskou republiku.

## Prezidentství

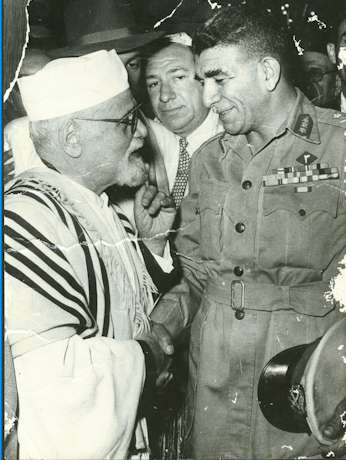
Prezident Nadžíb s egyptským rabínem

Společně s deklarací republiky se Nadžíb stal prvním egyptským prezidentem. Kromě této funkce zastával i pozici premiéra. Nově složená vláda se skládala především z vojenských důstojníků. Gamál Násir se stal místopředsedou vlády. Nadžíb postupem času začal mít rozepře se členy rady o tom, jak by měly být cíle revoluce realizovány. Muhammad chtěl ukončit politický vliv armády a vrátit zemi civilní vládu. Věřil, že úloha armády není vládnout zemi, ale chránit ji. Armáda měla odstranit zbytky zkorumpovaného režimu a poté odstoupit.
Později ve své knize "Byl jsem egyptský prezident" napsal:
"Ve věku 36 let Abdel Násir cítil, že bychom mohli ignorovat egyptskou veřejnost až do doby, než dosáhneme našich cílů, ale s opatrností 53letého jsem věřil, že potřebujeme pro naše plány podporu zdola, i kdyby to znamenalo, že musíme některé z našich cílů odložit. Lišil jsem se od mladších důstojníků způsobem, jak našich cílů dosáhnout, nikoliv zásadami."
Přestože byl Nadžíb prezidentem a premiérem, jeho moc byla omezená. Každé jeho rozhodnutí musela schválit rada a ta ho často ignorovala. Úřad, který zastával, znamenal, že byl zodpovědný za všechna rozhodnutí vlády, přestože s nimi jen zřídka souhlasil. Postupně se tak stával pouze jejich loutkou. Nakonec přišel Nadžíb za Násirem, který měl v radě opravdovou moc, s ultimátem: buď dostane skutečnou moc nebo rezignuje. Na konci roku 1953 obvinil Násir Nadžíba z toho, že podporuje nedávno zakázané Muslimské bratrstvo a přechovává diktátorské ambice. Nakonec mezi nimi vypukl boj o kontrolu nad armádou a Egyptem samotným. 25. února 1954 oznámila rada Nadžíbovu rezignaci na post prezidenta a zdůvodnila to slovy, že představuje absolutní autoritu, která je neakceptovatelná. Reakcí byla velká nevole občanů, kteří vyšli na protest do ulic. Díky protestům se Nadžíb následující den vrátil do funkce prezidenta. Avšak jeho dny v této funkci byly již sečtené. Gamál Násir se stal novým premiérem a předsedou rady. Nadžíbova funkce se tak stala především symbolickou. O devět měsíců později odmítl Nadžíb v této šarádě pokračovat a 14. listopadu 1954 odstoupil z funkce prezidenta.

## Po odchodu

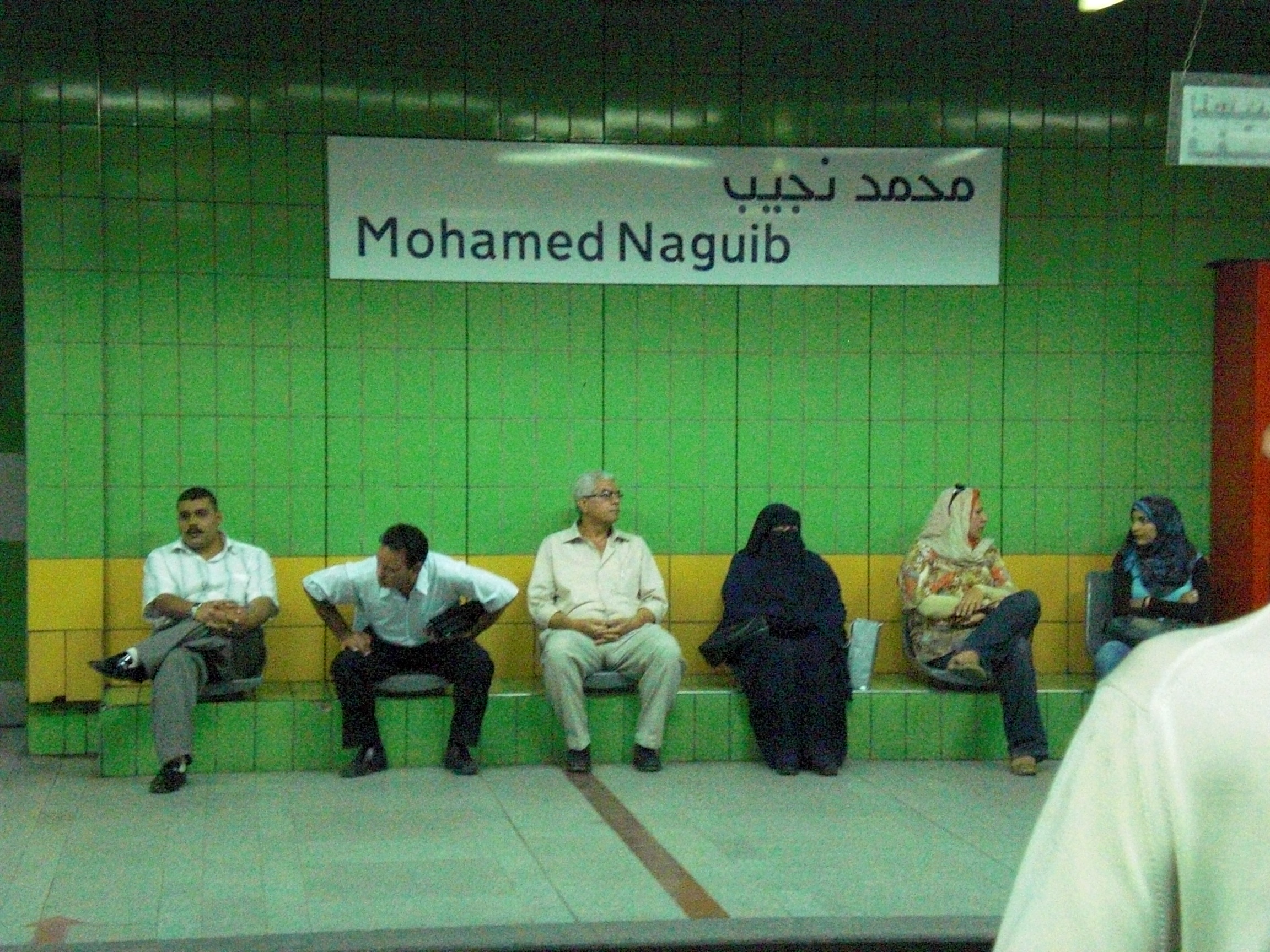
Zastávka v káhirském metru

Po jeho rezignaci mu bylo novým prezidentem Gamálem Násirem nařízeno domácí vězení, které Nadžíb strávil ve vile Zienab Al-Wakil, manželky bývalého egyptského premiéra Mustafy an-Nahhase Pašy. Nadžíb byl propuštěn až v roce 1972 prezidentem Anvarem as-Sádátem. Muhammad Nadžíb zemřel v roce 1984 a byl mu vystrojen vojenský pohřeb, na který dorazil i tehdejší prezident Husní Mubárak. V tentýž rok mu vyšly paměti, které byly publikované pod názvem „Byl jsem egyptský prezident“. K jeho poctě byla po něm pojmenovaná zastávka káhirského metra a v jeho rodném Chartúmu hlavní silnice ve čtvrti Al Amarat.